# Carl Peters
Carl Peters, född 27 september 1856 i Neuhaus/Elbe i Landkreis Lüneburg i dåvarande Kungariket Hannover, död 10 september 1918 i Bad Harzburg i Hertigdömet Braunschweig, var en tysk upptäcktsresande som genom fördrag med lokala hövdingar under 1884 annekterade östafrikanska landsområden på cirka 140 000 km² inom Bagamoyo och Dar es-Salaam som senare blev Tyska Östafrika.

## Biografi
Peters grundade 1884 Gesellschaft für deutsche Kolonisation och ledde på dess uppdrag en expedition till Östafrika. Genom fördrag med infödda hövdingar tillförsäkrade han sig snart stora områden, varigenom grunden lades till kolonin Tyska Östafrika.
Peters expedition med 46 dåligt utrustade män stöddes inte av Bismarck och den tyska regeringen utan agerade på egen hand. Peters använde sig av "blodbrödraskap" och glada dryckeslag för att ingå fördragen.
På dessa områden erhöll uppdragsgivarna under namn av Deutsch-ostafrikanische Gesellschaft kejserligt skyddsbrev 1885. Under en ny expedition som utgick 1887, träffade han överenskommelse med sultanen av Zanzibar angående avträdandet av östafrikanska tull- och kustförvaltningen. Efter återkomsten övertog Peters ledningen av en undsättningsexpedition 1889-90 efter Emin Pascha. Han nådde härunder fram till Victoriasjön men påträffade först på återvägen till kusten Emin Pascha, då i sällskap med Henry Morton Stanley. Efter förordnande som regeringskommissarie i Östafrika 1891-92 avskedades Peters 1897 för tjänstefel och vistades till 1914 i Storbritannien, varifrån han företog flera resor till Syafrika med avsikt att bland annat återfinna guldlandet Ofir.
Bland hans arbeten märks Die deutsch-ostafrikanische Kolonie (1888), Die deutsche Emin Pascha-Expedition (1895), DAs goldene Ophir Salomos (1895) och Lebenserinnerungen (1918).